# Erzelj
Erzelj je kraško naselje v Občini Vipava, ki leži jugozahodno od Vipave v zavetju Vipavskih gričev – Vipavskih Brd. Sestavlja ga pet zaselkov (Lenivec, Tabor, Vovki, Miški in Mesesneli). Ima 74 prebivalcev in spada med demografsko neogrožene vasi. Skozi vas poteka vipavska vinska cesta. Ohranjene stavbe so v glavnem iz 18. in 19. stoletja. Na glavnem trgu na sredi vasi se nahaja stara Erzeljska šola, postavljena leta 1898. V njeni neposredni bližini je tudi stolpasti spomenik padlim in žrtvam v NOB iz Erzelja. Postavil ga je Tone Svetina v 70. letih dvajsetega stoletja. Kraj ima veliko izvirov vode, ki nikoli ne presahnejo.
Erzelj je bilo do leta 2017 edino naselje v Sloveniji, ki se začne na črko E. Takrat so namreč vas Jelarji v Mestni občini Koper preimenovali v Elerji.

## Zgodovina
Erzelj je prvič omenjen leta 1275 kot grad San Michele, last oglejskega patriarha. V 15. stoletju je bil predelan v protiturški tabor.
Erzelj se omenja z imeni: Arsell, Ersell, Erssel, Rosel, v času avstro-ogrske monarhije pa je bil Hersell.
Med drugo svetovno vojno je vsa vas sodelovala s partizani, zato so Italijani 08.03.1943 vse prebivalce izgnali. Moški so šli v nemška taborišča, ženske v italijanska, otroke pa so vzeli sorodniki. Po kapitulaciji Italije so se vse ženske vrnile domov. Iz nemških taborišč pa se niso vsi vrnili.  Po vojni je vas nazadovala, prebivalci so se izseljevali. Ko pa so v vas napeljali elektriko in vodo, ljudje niso več zapuščali vasi.

## Znamenitosti
Nad vasjo, na nadmorski višini 423 m, stoji tabor, s 600 let staro cerkvijo Sv. Mihaela. Utrdba je kasneje varovala prebivalce okoliških vasi pred turškimi vpadi.
V bližini se nahajajo ostanki partizanske bolnišnice Vere.

## Prebivalstvo
Etnična sestava 1991:
- Slovenci: 80 (100 %)